# Negești, Argeș
Negești este un sat în comuna Cotmeana din județul Argeș, Muntenia, România.